# Charles François Guillaume de Chanaleilles
Charles François Guillaume de Chanaleilles, 1er marquis de Chanaleilles (Aubenas, 26 mars 1767 - Paris, 21 août 1845) est un homme politique et militaire français.

## Biographie

### Vie privée
Il est le fils de Joseph Guillaume de Chanaleilles (1730-1772) et de Marie Agathe de Durand de Rilly (?-1794).

### Vie publique
Il est officier de marine et participe à l'expédition d’Égypte. 
Il est créé baron d'Empire le 9 janvier 1810 et marquis le 31 mai 1817.
Il meurt le 21 août 1845 et est enterré au cimetière du Père-Lachaise (3e division).

## Famille
Il épouse, le 9 mai 1807, Marie Rose Carrère (1784-1867), fille de Pierre-Jacques Carrère et de Rose Marie Joseph Diant. Ils ont deux enfants : 
- Sosthène de Chanaleilles, 2e marquis de Chanaleilles (1er octobre 1807 - 15 avril 1893) épouse Stéphanie Victurnienne de Berton des Balbes de Crillon (5 mai 1809 - 7 avril 1895), dont descendance ;
- Gustave Adolphe de Chanaleilles, comte de Chanaleilles (19 mai 1809 - 27 août 1861) épouse Marie Louise Napoléon Ofrésie de Las Cases (21 septembre 1813 - 7 mai 1865), sans descendance.

## Distinctions

### Décorations françaises
- Officier de la Légion d'honneur (décret du 27 décembre 1814)[1].
  -  Chevalier de la Légion d'honneur (décret du 5 mai 1839)